# Операційна система
Операці́йна систе́ма, скорочено ОС (англ. operating system, OS)  — це базовий комплекс програм, що виконує керування апаратною складовою комп'ютера або віртуальної машини; забезпечує керування обчислювальним процесом і організовує взаємодію з користувачем.
Операційна система звичайно складається з ядра операційної системи та базового набору прикладних програм.

## Функції операційної системи
Головні функції:
- Виконання на вимогу користувача тих елементарних (низькорівневих) дій, які є спільними для більшості програм і часто зустрічаються майже в усіх програмах (введення та виведення даних, запуск і зупинка інших програм, виділення та вивільнення додаткової пам'яті тощо).
- Стандартизований доступ до периферійних пристроїв (пристрої введення-виведення).
- Завантаження програм в оперативну пам'ять і їх виконання.
- Керування оперативною пам'яттю (розподіл між процесами, організація віртуальної пам'яті).
- Керування доступом до даних енергонезалежних носіїв (жорсткий диск, оптичні диски тощо), організованим у тій чи іншій файловій системі.
- Відтворення інтерфейсу користувача.
- Мережеві операції, підтримка стеку мережевих протоколів.

Додаткові функції:
- Паралельне або псевдопаралельне виконання задач (багатозадачність).
- Розподіл ресурсів обчислювальної системи між процесами.
- Організація надійних обчислень (неможливості впливу процесу на перебіг інших), основана на розмежуванні доступу до ресурсів.
- Взаємодія між процесами: обмін даними, синхронізація.
- Захист самої системи, а також даних користувача і програм від дій користувача або інших програм.
- Багатокористувацький режим роботи та розподілення прав доступу (автентифікація, авторизація).

Поняття операційної системи напряму пов'язане з такими поняттями, як:
- Файл — іменований впорядкований набір даних на пристрої зберігання інформації; операційна система забезпечує організацію файлів в файлові системи.
- Файлова система — набір файлів (можливо порожній), організованих за заздалегідь визначеними правилами. Якщо організація файлів в файлову систему відбувається з використанням каталогів, то така файлова система називається ієрархічною.
- Програма — файл, що містить набір інструкцій для виконання. Виконавцем інструкцій програми може бути:
  - центральний процесор — якщо програма містить машинний код (звичайно отримують шляхом компіляції початкового тексту програми, написаного однією з компільованих мов);
  - інтерпретатор — інша програма, яка забезпечує розпізнавання і виконання інструкцій (в окремих випадках інтерпретатор також називають віртуальною машиною).
- Завдання — програма в процесі виконання (в термінології операційних систем UNIX використовують термін «процес»).
- Команда — ім'я, яке використовує користувач ОС або інша програма для виконання вказаної програми (може збігатися з назвою файлу, який містить програму) або поіменованої дії (вбудованої команди).
- Командний інтерпретатор — середовище, яке забезпечує інтерфейс з користувачем і виконання команд.

## Типи операційних систем
Відносно свого призначення, операційні системи бувають:
- універсальні (для загального використання);
- спеціальні (для розв'язання спеціальних задач);
- спеціалізовані (виконуються на спеціальному обладнанні);
- однозадачні (в окремий момент часу можуть виконувати лише одну задачу);
- багатозадачні (в окремий момент часу здатні виконувати більше однієї задачі);
- однокористувацькі (в системі відсутні механізми обмеження доступу до файлів та на використання ресурсів системи);
- багатокористувацькі (система впроваджує поняття «власник файлу» та забезпечує механізми обмеження на використання ресурсів системи (квоти)), всі багатокористувацькі операційні системи також є багатозадачними;
- реального часу (система підтримує механізми виконання задач реального часу, тобто такі, для яких будь-які операції завжди виконуються за заздалегідь передбачуваний і незмінний при наступних виконаннях час).

Відносно способу встановлення (інсталяції) операційної системи, операційні системи бувають[джерело?]:
- вмонтовані (такі, що зберігаються в енергонезалежній пам'яті обчислювальної машини або пристрою без можливості заміни в процесі експлуатації обладнання);
- невмонтовані[джерело?] (такі, що інсталюються на один з пристроїв зберігання інформації обчислювальної машини з можливістю подальшої заміни в процесі експлуатації).

Відносно відповідності стандартам операційні системи бувають:
- стандартні (відповідають одному з загальноприйнятих відкритих стандартів, найчастіше POSIX);
- нестандартні (в тому числі такі, що розробляються відповідно до корпоративних стандартів).

Відносно ліцензії, можливостей розширення та можливостей внесення змін до вихідного коду операційні системи бувають:
- вільні — з вільними програмним кодом (GNU, BSD, MIT)
- відкриті (англ. open source) — з відкритим програмним кодом;
- власницькі (англ. proprietary) — комерційні з закритим кодом.

## Складові ОС
До складу операційної системи входять:
- ядро операційної системи, що забезпечує розподіл та керування ресурсами обчислювальної системи;
- базовий набір прикладних програм, системні бібліотеки та програми обслуговування.

Ядро системи — це набір функцій, структур даних та окремих програмних модулів, які завантажуються в пам'ять комп'ютера при завантаженні операційної системи та забезпечують три типи системних сервісів:
- керування введенням-виведенням інформації (підсистема вводу-виводу ядра ОС);
- керування оперативною пам'яттю (підсистема керування оперативною пам'яттю ядра ОС);
- керування процесами (підсистема керування процесами ядра ОС).

Кожна з цих підсистем представлена відповідними функціями ядра системи.
Багатозадачні операційні системи також включають ще одну обов'язкову складову — механізм підтримки багатозадачності. Ця складова не надається як системний сервіс і тому не може бути віднесена до жодної з підсистем.
Існує три основних механізми забезпечення багатозадачності (планування задач):
1. шляхом надання процесора окремій задачі на квант часу, який визначається самою задачею (кооперативна багатозадачність; останнім часом[коли?] практично не використовується або область використання значно обмежена всередині процесів);
2. шляхом надання процесора окремій задачі на квант часу, який визначається обладнанням обчислювальної системи — інтервальним таймером;
3. виділення під окрему задачу окремого процесора в багатопроцесорних системах.

У перших двох випадках на кожному з процесорів в окремо взятий момент часу обраховується лише одна задача, але за рахунок достатньо малого кванта часу (в межах мілісекунд), що почергово надається кожній з задач, виникає ілюзія одночасного виконання в системі багатьох задач.
В сучасних[коли?] системах, як правило комбінуються методи 2 і 3.[джерело?]

## Вимоги до обладнання
Окрема операційна система зазвичай може виконуватись на обмеженому переліку обладнання, яке забезпечує потрібні їй механізми. Сучасні універсальні (і не тільки) операційні системи зазвичай вимагають апаратної підтримки наступних механізмів:
- підтримка сторінкового поділу оперативної пам'яті з можливістю апаратного захисту сторінок від модифікації даних окремими задачами (процесами);
- підтримка захищеного режиму виконання процесора (режиму ядра ОС), який передбачає можливість виконання команд вводу/виводу (та інших привілейованих інструкцій для керування апаратурою), при цьому спроба виконати подібну операцію в прикладній програмі блокується апаратно.

Можуть існувати і інші вимоги.

## Підсистеми ядра ОС

### Інтерфейс ядра операційної системи
Функції ядра операційної системи можуть бути виконані внаслідок виконання в прикладних програмах спеціальних функцій — системних викликів. Призначення системного виклику полягає в тому, що прикладні програми не в змозі самотужки визначити, за якими адресами знаходяться функції ядра.
- Системний виклик в один з машинно-залежних способів реалізує механізм отримання адрес функцій ядра та передачу в ці функції необхідних параметрів системного виклику, а також отримання результату системного виклику. Найчастіше системні виклики забезпечуються через систему переривань, завдяки чому адреса функції ядра не тільки обраховується апаратно (в процесі обробки переривання), але й забезпечується захист інформаційних ресурсів ядра.
- Системні виклики найчастіше мають синтаксис функції мови програмування, на якій написано ядро ОС.

### Підсистема керування введенням-виведенням
Підсистема керування введенням-виведенням реалізує базові механізми обміну даними між пристроями введення-виведення та оперативною пам'яттю обчислювальної машини та забезпечує організацію файлів в файлові системи.
Операція введення виконується як читання даних з зовнішнього пристрою в оперативну пам'ять, операція виведення — як запис даних з оперативної пам'яті на зовнішній пристрій.
При роботі з файлами система введення-виведення впроваджує спеціальну абстракцію — потік вводу-виводу, що дозволяє програмам, які звертаються за сервісами введення-виведення, використовувати одноманітний перелік функцій роботи з файлами незалежно від типу пристрою, на якому знаходиться файл, та типу файлової системи, яка містить цей файл. Відмінності доступу до різних пристроїв та файлових систем забезпечуються додатковими програмними модулями — драйверами пристроїв та файлових систем.
В окремих операційних системах підсистема керування введенням-виведенням також може впроваджувати механізми, які призвані підвищити швидкість обміну даними між задачами та файлами. Найчастіше використовується механізм буферизації (кешування) даних, який полягає в тому, що при читанні даних з файлу підсистема намагається за одну операцію введення читати дані блоками зручного (звичайно досить великого) розміру, а не порціями, які запитує задача. Завдяки цьому за одну операцію введення в оперативну пам'ять потрапляють також додаткові дані, які зберігаються в кеші і надалі передаються в програму без додаткових звернень до пристрою. Подібним чином цей механізм працює і при виконанні операцій запису.

### Підсистема керування оперативною пам'яттю
Будь-яка програма може виконуватись лише тоді, коли вона завантажена в оперативну пам'ять, так само, будь-які дані з файлів можуть оброблятись лише тоді, коли вони завантажені в оперативну пам'ять. Завантаження програми та даних в оперативну пам'ять призводить до того, що в оперативній пам'яті одночасно знаходяться одразу кілька компонентів: ядро операційної системи, командний інтерпретатор, програма, що виконується, та дані, що обробляються. Крім того, програма в процесі свого виконання може звертатись до підсистеми керування оперативною пам'яттю з запитами на виділення додаткової — динамічної — оперативної пам'яті.
В багатозадачних операційних системах кількість компонентів, що одночасно можуть знаходитись в оперативній пам'яті зростає пропорційно кількості задач і може сягати сотень.
Підсистема керування оперативною пам'яттю забезпечує розподіл оперативної пам'яті між різними компонентами, а також розподіляє пам'ять під кеш системи введення-виведення.
В окремих багатозадачних операційних системах підсистема керування оперативною пам'яттю також забезпечує віртуалізацію оперативної пам'яті, завдяки чому кожна задача (процес) отримує власну віртуальну пам'ять, причому таким чином, що нестача реальної (фізичної) пам'яті покривається за рахунок перерозподілу даних між оперативною пам'яттю та зовнішнім накопичувачем і переміщення даних між фізичною оперативною пам'яттю і зовнішнім накопичувачем приховується від задач. Це переміщення називається підкачуванням сторінок (англ. paging) або свопінгом (англ. swapping — обмін) — в залежності від термінології конкретної ОС.
Запровадження механізму віртуалізації оперативної пам'яті дозволяє отримати два корисних наслідки:
- кожна задача фактично виконується у власному адресовому просторі, тобто таким чином, якби вона виконувалась в однозадачній операційній системі, завдяки чому значно зменшується вплив окремих задач однією на одну та на ядро системи, а завдяки цьому — і надійність системи;
- кожна задача отримує стільки віртуальної оперативної пам'яті, скільки потрібно, а не стільки, скільки є наявної фізичної оперативної пам'яті.

Віртуалізація оперативної пам'яті вимагає апаратної підтримки і звичайно забезпечується через спеціальну таблицю сторінок пам'яті, що містить відповідності між віртуальними та фізичними адресами.

### Підсистема керування задачами (процесами)
Підсистема керування задачами (процесами) забезпечує створення задачі (процесу), завантаження програмного коду і його виконання та завершення задачі (процесу).
В багатозадачних системах підсистема керування задачами (процесами) також забезпечує механізми залежностей між задачами, в тому числі: синхронізацію задач та успадкування властивостей.

### Засоби міжпроцесної взаємодії
Взаємодія процесів дозволяє процесам синхронізувати свою роботу, сумісно і узгоджено використовувати спільні ресурси та спільно виконувати обробку даних.
Взаємодія процесів забезпечується всіма підсистемами ядра ОС: підсистема керування введенням-виведенням забезпечує передачу даних між процесами; підсистема керування оперативною пам'яттю розподіляє під процеси спільну оперативну пам'ять, підсистема керування процесами забезпечує синхронізацію виконання процесів та впроваджує механізм обміну сигналів, за допомогою якого процеси повідомляються про виникнення в системі надзвичайних подій.

## Додаткова функціональність операційних систем

### Безпека
Безпека ОС базується на двох ідеях:
1. ОС надає прямий чи непрямий доступ до ресурсів на кшталт файлів на локальному диску, привілейованих системних викликів, особистої інформації про користувачів та служб, представлених запущеними програмами;
2. ОС може розділити запити ресурсів від авторизованих користувачів, дозволивши доступ, та неавторизованих, заборонивши його.

Запити, в свою чергу, також діляться на два типи:
1. Внутрішня безпека — вже запущені програми. На деяких системах програма, оскільки вона вже запущена, не має ніяких обмежень, але все ж типово вона має ідентифікатор, котрий використовується для перевірки запитів до ресурсів.
2. Зовнішня безпека — нові запити з-за меж комп'ютера, як наприклад реєстрація з консолі чи мережеве з'єднання. В цьому випадку відбувається процес авторизації за допомогою імені користувача та паролю, що його підтверджує, чи інших способів як наприклад магнітні картки чи біометричні дані.

На додачу до моделі дозволити/заборонити системи з підвищеним рівнем безпеки також слідкують за діяльністю користувачів, що дозволяє пізніше дати відповідь на питання типу «Хто читав цей файл?»

### Графічний інтерфейс користувача
Більшість сучасних операційних систем мають графічний інтерфейс користувача (ГІК, англ. graphical user interfaces, GUI, вимовляється як «гуі»). В деяких старіших ОС ГІК вбудований у ядро, як, наприклад, в оригінальних реалізаціях Microsoft Windows чи MacOS. Більшість сучасних ОС є модульними і графічна підсистема у них відділена від ядра (як, наприклад, у Лінукс, МакОС Х і частково у Віндовс).
Багато операційних систем дозволяють користувачеві встановити будь-який графічний інтерфейс на власний вибір. Типовим прикладом у більшості Unix-подібних систем (BSD, Linux, Minix) є віконна система Х у поєднанні з графічним менеджером KDE чи Gnome. Для Unix-подібних-систем графічний інтерфейс не є необхідним.
Графічний інтерфейс користувача невпинно розвивається. Наприклад, інтерфейс Windows модифікується щоразу при випуску нової основної версії, а ГІК MacOS було кардинально змінено після випуску Mac OS X у 2001 році.

### Драйвери пристроїв
Драйвери — це особливий тип комп'ютерних програм, розроблених для коректної взаємодії з пристроями. Вони представляють інтерфейс для взаємодії з пристроєм через певну шину комп'ютера, до котрої даний пристрій під'єднано, за допомогою ряду команд що відправляють та отримують дані з пристрою. Ці програми залежні як від пристрою так і від операційної системи, тобто кожен пристрій потребує свого драйвера під кожну ОС.
Ключовим моментом проєктування драйверів є абстрагування. Кожна модель пристрою (навіть якщо пристрої однакового класу) є унікальною. Новіші моделі часто працюють швидше чи продуктивніше і інакше контролюються. ОС не може знати, як контролювати кожен пристрій зараз і в майбутньому. Для вирішення цієї проблеми ОС лише задає правила поведінки класу пристроїв. Задачею драйвера є перетворення цих правил у специфічні для кожного пристрою команди керування.

### Робота в мережі
В більшості сучасних ОС реалізовано підтримку стеку протоколів TCP/IP. Це означає що вони можуть взаємодіяти в мережі, доступаючись до ресурсів одне одного.
Багато ОС також підтримують один чи кілька специфічних протоколів, як, наприклад, SNA на системах від IBM, DECnet на системах від Digital Equipment Corporation, та Microsoft-специфічні протоколи для Windows. Для певних задач використовуються специфічні протоколи, як, наприклад, NFS для роботи з файлами через мережу.

## Історія
Перші комп'ютери взагалі не мали ОС. На початку 1960-х вони лише комплектувались набором інструментів для розробки, планування та виконання завдань. Серед інших можна виділити системи від Remington Rand (UNIVAC) та Control Data Corporation.
До кінця 1960-х, проте, було розроблено цілий ряд операційних систем, в котрих були реалізовані всі або більшість з вищеперелічених функцій. До них можна віднести «Atlas» (Манчестерський університет), «CTTS» та «ITSS» (Массачусетський технологічний інститут (MIT)), «THE» (Технічний університет Ейндговена), «RS4000» (Оргуський університет) та інші (на той момент їх налічувалось близько сотні).
Найбільш розвинуті ОС того часу, такі як OS/360 (компанія IBM), SCOPE (компанія CDC) та завершений вже в 1970-х роках MULTICS (МТІ та компанія Bell Labs), передбачали можливість використання багатопроцесорних системи.
Спонтанний характер розробки ОС призвів до наростання кризових явищ, пов'язаних, перш за все, зі складністю та великими розмірами розроблюваних систем. ОС погано масштабувались (простіші не використовували всіх можливостей потужних обчислювальних машин; складніші неоптимально виконувались або взагалі не виконувались на менш потужних системах) і були повністю несумісними між собою.
У 1969 році співробітники МТІ Кен Томпсон, Деніс Рітчі та Браян Керніган з колегами розробили та реалізували ОС UNIX (первинно «UNICS», на противагу «MULTICS»). Нова ОС увібрала в себе багато рис попередниць, але на противагу їм мала цілий ряд переваг:
- проста метафорика (два ключових поняття — процес та файл);
- компонентна архітектура (принцип «одна програма — одна функція», або інакше «кожна програма має робити лише одну роботу, але робити її добре» плюс потужні засоби об'єднання цих програм для розв'язання конкретних задач);
- мінімізація ядра та кількості системних викликів;
- незалежність від апаратної архітектури і реалізація на машинно незалежній мові програмування (для цього була розроблена мова програмування «C»);
- уніфікація файлів (будь-що у системі є файлом, до якого можна доступитись за спільними для всіх правилами).

Завдяки зручності перш за все як інструментального середовища Unix дуже тепло зустріли в університетах, а потім і в галузі в цілому і незабаром вона стала прототипом єдиної ОС, котру можна було використовувати у найрізноманітніших обчислювальних системах, і — більше того — швидко та з мінімумом зусиль перенести на іншу апаратну архітектуру.
Наприкінці 1970-х років співробітники Каліфорнійського університету в Берклі внесли ряд суттєвих вдосконалень у джерельні коди Unix, включно з реалізацією стеку мережевих протоколів TCP/IP. Їх розробка стала відомою під іменем BSD (англ. Berkeley Software Distribution).
Через конфлікт з Bell Labs Річард Столмен поставив задачу реалізувати повністю незалежну від авторських прав ОС на основі ідей Unix, заснувавши проєкт GNU (рекурсивне скорочення англ. GNU's Not Unix).
Незабаром Unix стала стандартом де-факто, а потім і юридичним — ISO/IEC 9945. ОС, що дотримувались цього стандарту чи опираються на нього, називають «відкритими» або «стандартними». До них належать системи, що базуються на останній версії Unix, випущеній Bell Labs (UNIX System V), на розробках Університету Берклі (FreeBSD, OpenBSD, NetBSD), а також ОС Linux, розроблена спільнотою на чолі з Лінусом Торвальдсом та в межах проєкту GNU (основні системні інструменти).
В 2023 році, з метою знизити залежність від технологій США, в Китаї було розроблено першу національну операційну систему з відкритим кодом, яка отримала назву OpenKylin. Згідно повідомлення агентства Reuters, нова операційна система заснована на Linux та підтримується спільнотою з 4000 розробників. ЇЇ можна використовувати на комп'ютерах та планшетах з архітектурами x86, ARM та RISC-V. Платформа використовуватиметься у китайській космічній програмі, а також у фінансовій та енергетичній галузях країни.

## Сьогодення
Сучасні операційні системи типово мають графічний інтерфейс користувача, котрий на додачу до клавіатури користується також вказівниковим пристроєм — мишею чи тачпадом. Старіші системи, та системи, що не призначені для частої безпосередньої взаємодії з користувачем (як, наприклад, сервери) типово використовують інтерфейс командного рядка. Обидва підходи так чи інакше реалізують оболонку, котра перетворює команди користувача — текстові з клавіатури, чи рухи мишки — на системні виклики.
При виборі ОС ключовим моментом є архітектура комп'ютера (зокрема центрального процесора), на котрій вона буде запускатись. На персональних комп'ютерах, сумісних з ІВМ РС, запускаються ОС сімейства Microsoft Windows, Linux, BSD, iOS. На мейнфреймах IBM Z основними ОС є z/OS і Linux. На вбудованих системах використовуються різноманітні вбудовані ОС, а також ОС реального часу, такі як QNX або VxWorks.

### Unix-подібні ОС

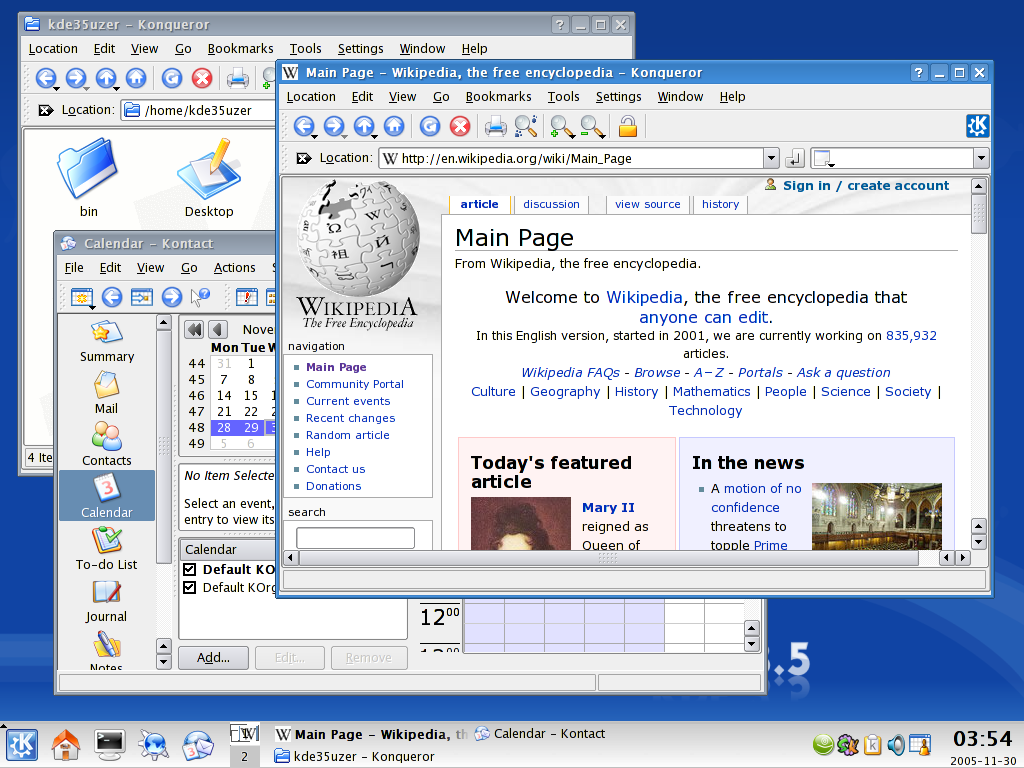
Графічне середовище KDE, що працює у Linux.

До Unix-подібних ОС відноситься велика кількість операційних систем, котрі можна умовно поділити на три категорії — System V, BSD та Linux. Сама назва «UNIX» є торговою маркою, що належить The Open Group, котра ліцензує кожну конкретну ОС на предмет того, чи відповідає вона стандарту. Тому через ліцензійні чи інші неузгодження деякі ОС, котрі фактично є Unix-подібними, не визнані такими офіційно.
Unix-подібні ОС запускаються на великій кількості процесорних архітектур. Вони широко використовуються як серверні системи у бізнесі, як стільничні системи в академічному та інженерному середовищі. Тут популярні Linux та BSD-системи; деякі варіанти Linux (такі, як Ubuntu, Red Hat Enterprise Linux та Suse) набувають широкого поширення в корпоративному середовищі. Linux також є популярною системою на стільницях розробників, системних адміністраторів та інших ІТ-спеціалістів.
Деякі варіанти Unix, як, наприклад, HP-UX компанії Hewlett-Packard та AIX від IBM, запускаються лише на апаратних системах своїх розробників. Інші, як, наприклад, Solaris, можуть запускатись на багатьох апаратних типах, включаючи сервери на базі x86 та ПК.

### Родина Microsoft Windows

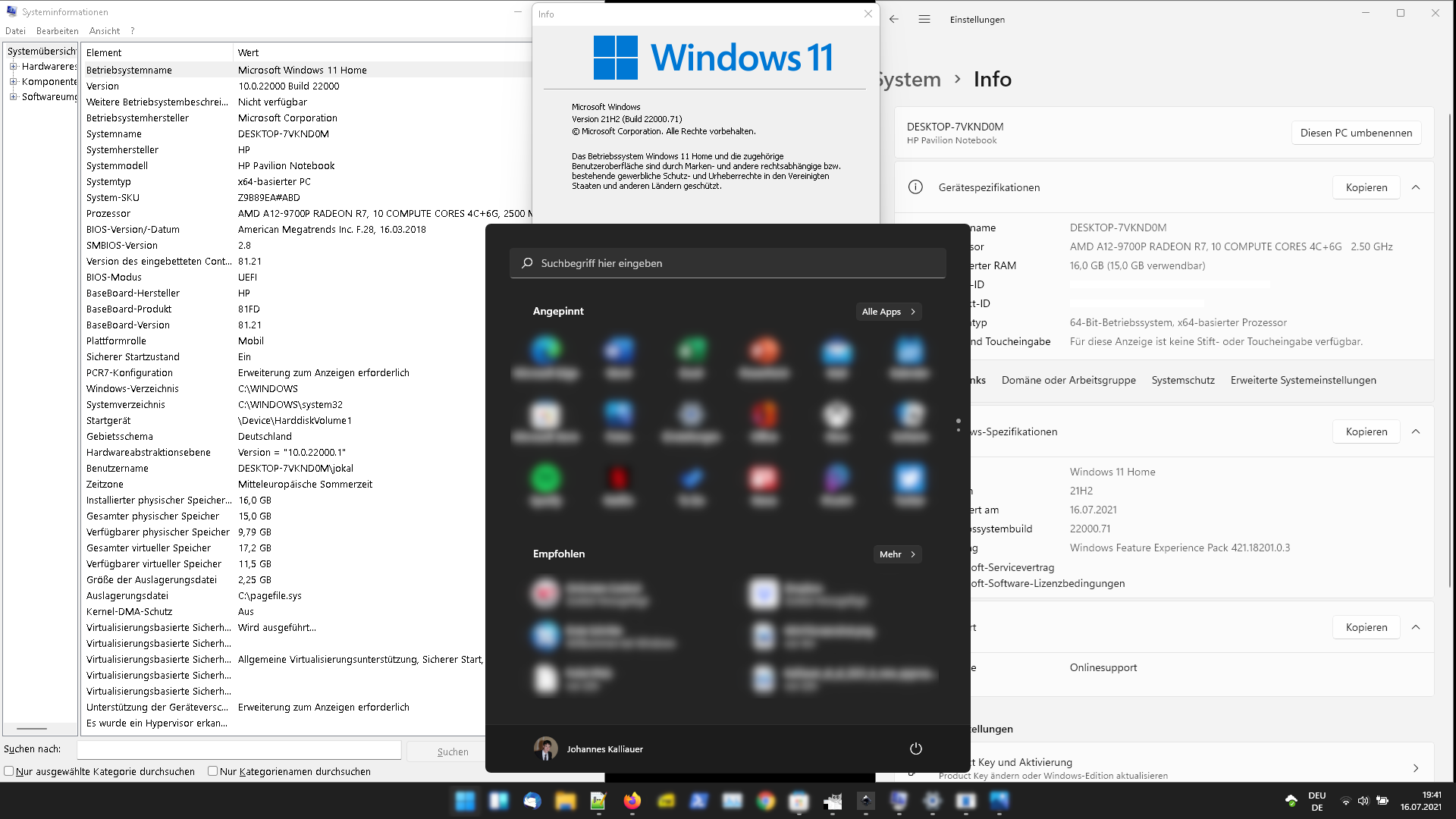
Windows 11

Спочатку родина ОС Microsoft Windows проєктувалась як графічна надбудова над старими середовищами DOS. Сучасні версії розроблені на базі нового ядра NT(англ. New Technology, нова технологія), яке з'явилось в OS/2, запозичене[джерело?] з VMS. Windows запускається на 32- та 64-бітних процесорах архітектур IA-32 та x86-64 (Intel та AMD); а також ARM. Попередні версії також могли запускатись на процесорах DEC Alpha, MIPS та PowerPC.
Станом на 2006 рік Windows утримує монопольне становище (близько 94 %) світового ринку настільних систем, дещо втрачаючи позиції через зростання популярності систем з відкритими джерельними кодами. Вона також використовується на малих та середніх серверах мереж та баз даних.
Станом на 27 червня 2008 року операційні системи сімейства Microsoft Windows займають 91 % частки світового ринку ОС
У листопаді 2006 року, після більш ніж 5 років розробки, корпорація Microsoft випустила ОС Windows Vista, що містить велику кількість нововведень та архітектурних змін в порівнянні з попередніми версіями Windows. Серед інших можна виділити новий інтерфейс користувача, названий Windows Aero, ряд вдосконалень безпеки, як, наприклад, Контроль реєстраційного запису користувача (User Account Control) та нові програми для мультимедіа, як, наприклад, Windows DVD Maker.
Windows 8 представив користувацький інтерфейс Metro з підтримкою сенсорних екранів. Версія Windows 8.1 більш зручна для користувачів, які не мають сенсорного екрана[джерело?].
Дві найважливіші функції операційних систем Windows — це контроль за доступом до апаратних засобів і керування застосунками. Керування апаратними засобами здійснюється за допомогою драйверів пристроїв, які є або стандартними компонентами ОС, або присутні на носії, що постачається разом з апаратним пристроєм, або доступні на вебсайті виробника пристрою.
Сучасні версії Windows є багатозадачними і підтримують багатопроцесорність. Основним компонентом графічної підсистеми є DirectX.[джерело?]

### Mac OS X
Mac OS X — це ряд графічних ОС, що розроблюються, реалізуються та підтримуються компанією Apple. Mac OS X — це наступниця оригінальної MacOS, що її розробляла Apple з 1984 року. На відміну від попередниці, Mac OS X є Юнікс-системою, що розроблена на основі NEXTSTEP, близької до гілки BSD.
Перші випуски Mac OS X були у 1999 році — Mac OS X Server 1.0, та в березні 2001 — Mac OS X 10.0. З того часу було випущено ще багато версій Mac OS X у варіантах «кінцевий користувач» та «сервер». Остання версія macOS Catalina (альтернативна назва: OS X 10.15)], випущена 7 жовтня 2019 року.
Серверна версія Mac OS X Server архітектурно ідентична версії для кінцевого користувача, але містить програми для керування робочими групами та адміністрування ключових мережевих служб, включаючи поштові служби, сервери каталогу, доступу до файлів, веб, календарів, вікі Samba, LDAP, DNS, Apache та ін. У версії 10.7 серверні компоненти встановлюються просто як додатковий набір програм в середовищі робочої станції.

## Хмарні операційні системи
Основна ідея такої системи — легкий перехід від одного комп'ютера до іншого.[джерело?]
Прикладом хмарної ОС є JoliOS (розробка припинена 2016 року).

## Виноски
1. ↑  Lorch, Jacob R.; Smith, Alan Jay (1996). Reducing processor power consumption by improving processor time management in a single-user operating system. Proceedings of the 2nd annual international conference on Mobile computing and networking  - MobiCom '96. ACM Press. doi:10.1145/236387.236437. Процитовано 28 січня 2022.
2. ↑  Hansen, Per Brinch (10 січня 2001). Classic Operating Systems: From Batch Processing to Distributed Systems (англ.). Springer Science & Business Media. ISBN 978-0-387-95113-3.
3. 1 2  British Computer Society, S. H. (1998). A history of Manchester computers (вид. 2nd ed). Swindon: British Computer Society. ISBN 1-902505-01-8. OCLC 156380308.
4. ↑  Артем Житкевич (6 липня 2023). У Китаї вийшла перша відкрита ОС OpenKylin.
5. ↑  Market Share. Operating System (англ.)
6. ↑  Облачная операционная система Jolicloud (рос.). 5 грудня 2010. Архів оригіналу за 5 грудня 2010. Процитовано 30 вересня 2019.